# Richard O’Brien
Richard O’Brien, właśc. Richard Timothy Smith (ur. 25 marca 1942 w Cheltenham) – angielski aktor i scenarzysta.

## Życiorys
W 1951 wraz z rodziną wyjechał do Taurangi w Nowej Zelandii, skąd wrócił do Anglii w 1964. Próbował sił jako śpiewak, później został statystą filmowym i aktorem teatralnym. Zmienił wówczas nazwisko na O’Brien (nazwisko jego babci ze strony matki), by unikać mylenia z innym Richardem Smithem. W 1972 spotkał reżysera Jima Sharmana, który zaangażował go do podwójnej roli w musicalu Jesus Christ Superstar. Ponownie pracował z Sharmanem przy produkcji The Unseen Hand Sama Sheparda. W 1975 napisał scenariusz musicalu The Rocky Horror Picture Show, w którym zagrał również rolę Riff Raffa.

## Filmografia
- 1966: Kowboju, do dzieła! jako jeździec
- 1971: Tajemnica Andromedy jako Grimes
- 1975: The Rocky Horror Picture Show jako Riff Raff
- 1977: Jubileusz jako John Dee
- 1980: Flash Gordon jako Fico
- 1981: Shock Treatment jako dr Cosmo McKinley
- 1985: Rewolucja jako lord Hampton
- 1986: Robin z Sherwood jako  Gulnar
- 1997: Spice World jako Damien
- 1998: Długo i szczęśliwie jako Pierre Le Pieu
- 1998: Mroczne miasto jako pan Ręka
- 2000: Lochy i smoki jako Xilus
- 2001: Elvira’s Haunted Hills jako Lord Vladimere Hellsubus
- 2007-2015: Fineasz i Ferb jako Lawrence Fletcher (głos)
- 2011: Fineasz i Ferb: Podróż w drugim wymiarze jako Lawrence Fletcher (głos)